# Апостольский нунций в Сальвадоре
Апостольский нунций в Республике Эль-Сальвадор — дипломатический представитель Святого Престола в Сальвадоре. Данный дипломатический пост занимает церковно-дипломатический представитель Ватикана в ранге посла. Как правило, в Сальвадоре апостольский нунций является дуайеном дипломатического корпуса, так как Сальвадор — католическая страна. Апостольская нунциатура в Сальвадоре была учреждена на постоянной основе в начале XX века. Её штаб-квартира находится в Сан-Сальвадоре.
В настоящее время Апостольским нунцием в Сальвадоре является архиепископ Луиджи Альберто Кона, назначенный Папой Франциском 26 октября 2022 года.

## История
Апостольская делегатура в Сальвадоре была учреждена в XIX веке. Дипломатические отношения между Святым Престолом и Сальвадором были установлены в 1933 году как Апостольская нунциатура Гондураса и Сальвадора. В 1938 году была создана независимая нунциатура Сальвадора.

## Апостольские нунции в Сальвадоре

### Апостольские делегаты
- Серафино Ваннутелли — (23 июля 1869 — 30 сентября 1875 — назначен апостольским нунцием в Бельгии).

### Апостольские интернунции
- Анджело Ротта — (16 октября 1922 — 9 мая 1925 — назначен апостольским делегатом в Константинополь);

### Апостольские нунции
- Карло Кьярло — (28 января 1932 — 10 сентября 1933 — назначен апостольским нунцием в Коста-Рику, Никарагуа и Панаму);
- Альбер Лёвами — (24 января 1934 — 12 ноября 1939 — назначен апостольским нунцием в Уругвае);
- Джузеппе Бельтрами — (20 февраля 1940 — 15 ноября 1945 — назначен апостольским нунцием в Колумбии);
- Джованни Мария Эмилио Кастеллани, O.F.M. — (18 декабря 1945 — 23 августа 1951 — назначен официалом Государственного секретариата Святого Престола);
- Дженнаро Веролино — (5 сентября 1951 — 25 февраля 1957 — назначен апостольским нунцием в Коста-Рике);
- Джузеппе Паупини — (25 февраля 1957 — 23 мая 1959 — назначен апостольским нунцием в Колумбии);
- Амброджо Маркиони — (1 июля 1959 — 1 сентября 1964 — назначен официалом Государственного секретариата Святого Престола);
- Бруно Торпильяни — (1 сентября 1964 — 3 августа 1968 — назначен апостольским нунцием в Демократической Республике Конго);
- Джироламо Приджоне — (27 августа 1968 — 2 октября 1973 — назначен апостольским делегатом в Гане);
- Эмануэле Джерада — (8 ноября 1973 — 15 октября 1980 — назначен апостольским про-нунцием в Пакистане);
- Лайоша Када — (15 октября 1980 — 8 апреля 1984 — назначен секретарём Конгрегации таинств);
- Франческо Де Ниттис — (24 января 1985 — 25 июня 1990 — назначен апостольским нунцием в Уругвае);
- Мануэл Монтейру де Каштру — (21 августа 1990 — 2 февраля 1998 — назначен апостольским нунцием в ЮАР);
- Джачинто Берлоко — (5 мая 1998 — 24 февраля 2005 — назначен апостольским нунцием в Венесуэле);
- Луиджи Пеццуто — (2 апреля 2005 — 17 ноября 2012 — назначен апостольским нунцием в Австралии);
- Леон Каленга Бадикебеле — (5 января 2013 — 17 марта 2018 — назначен апостольским нунцием в Аргентине);
- Санто Рокко Ганджеми — (25 мая 2018 — 12 сентября 2022 — назначен апостольским нунцием в Сербии);
- Луиджи Альберто Кона — (26 октября 2022 — по настоящее время).